# Ernst Beins
Ernst Beins (* 7. Januar 1903 in Bremen; † 16. Dezember 1944 in Gerolstein) war ein Historiker und Staatsarchivar in Osnabrück.

## Leben
Beins studierte in Freiburg und promovierte dort 1930 bei Gerhard Ritter mit einer Arbeit über „Die Wirtschaftsethik der Calvinistischen Kirche der Niederlande 1565–1650“ Seine Ausbildung als Archivar absolvierte er 1931–1933 am IFA in Berlin. 1935 war er Archiv-Hilfsmitarbeiter am Staatsarchiv Hannover. Ab 1936 bis zu seinem Tod war er beim Staatsarchiv Osnabrück beschäftigt. 1941/42 wurde Beins zusammen mit dem hannoverschen Archivdirektor Georg Schnath in den „Osteinsatz“ berufen. Während Schnath als Leiter der Abteilung Archivwesen der deutschen Militärverwaltung im besetzten Frankreich fungierte, war Beins Georg Winter, dem Leiter der „Landesverwaltung der Archive, Bibliotheken und Museen“ beim Reichskommissariat Ukraine, zugeteilt. Danach wurde er Soldat in der Wehrmacht und starb an seinen in der Ardennenoffensive erlittenen Verletzungen.

## Schriften (Auswahl)
- Die Wirtschaftsethik der Calvinistischen Kirche der Niederlande 1565–1650. Springer, 's Gravenhage 1931.
- Rudolf Griesner, Theodor Ulrich, Ernst Beins: Quellen zur bäuerlichen Sippen- und Hofgeschichtsforschung in den Staatsarchiven zu Hannover, Osnabrück und Aurich (Als Manuskript gedruckt). Hannover 1936.
- Ernst Beins, Werner Pleister (Hrsg.): Justus Möser. Briefe (= Veröffentlichungen der Historischen Kommission für Hannover, Oldenburg, Braunschweig, Schaumburg-Lippe und Bremen, 21). Hannover 1939.
- Neue Möserbriefe. In: Osnabrücker Mitteilungen, 59 (1939) S. 45–55.
- Bearbeitung des Bürgerbuchs der Osnabrücker Neustadt (bestimmt für die „Osnabrücker Geschichtsquellen)“. Manuskript.[3]